# Nach
Nach är en språkgrupp inom de nordöstkaukasiska språken som talas främst i sydvästra Ryssland (Tjetjenien och Ingusjien) och Georgien i Kaukasus (den tjetjenska diasporan finns även spridd bland de muslimska länderna i Mellanöstern och Centralasien). Nachspråken klassades tidigare som en egen nordcentralkaukasisk språkfamilj, men anses nu höra samman med dagestanspråken i den nordöstkaukasiska familjen.
- Bats (omkring 3 420 talare, främst i Zemo-Alvani i Georgien; ej ömsesidigt begripligt med tjetjenska och ingusjiska)
- Vajnachspråk, ett dialektkontinuum med två skriftspråk:
  - Tjetjenska (omkring 950 000 talare)
  - Ingusjiska (omkring 230 000 talare)